# Pindaré-Mirim
Pindaré Mirim is een gemeente in de Braziliaanse deelstaat Maranhão. De gemeente telt 32.236 inwoners (schatting 2009).
De gemeente grenst aan Monção, Bom Jardim en Santa Inês.